# 미즈마군

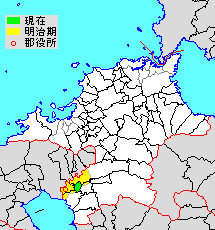
후쿠오카현 미즈마군의 위치 (녹색: 오키정)

미즈마군(일본어: 三潴郡, みずまぐん)은 일본 지쿠고국 및 후쿠오카현의 군이다.
인구 13,374명, 면적 18.44km², 인구밀도 725명/km².(2025년 3월 1일, 추계인구)
이하 1정으로 구성된다.
- 오키정(大木町)

## 군역
1878년 행정 구역으로 발족 당시의 군역은 위의 1정 외에 아래 구역에 해당한다.
- 구루메시의 일부
- 오카와시 전역
- 야나가와시의 일부
- 지쿠고시의 일부

## 역사
- 1878년 11월 1일 - 군구정촌 편제법이 후쿠오카현에서 시행되면서 행정 구역으로서의 미즈마군이 발족.

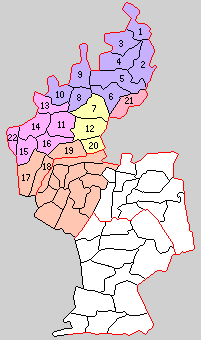
1.도리카이촌 2.아라키촌 3.야스타케촌 4.다이젠지촌 5.미즈마촌 6.이누즈카촌 7.오미조촌 8.에가미촌 9.조지마촌 10.아오키촌 11.기무로촌 12.기사키촌 13.미쓰마타촌 14.오카와정 15.가와구치촌 16.다구치촌 17.구마타촌 18.하마타케촌 19.가마치촌 20.오이촌 21.니시무타촌 22.오노지마촌 (보라: 구루메시 주황: 야나가와시 빨강: 지쿠고시 분홍: 오카와시 노랑: 오키정)

- 1889년 4월 1일 - 정촌제 시행으로, 아래의 정촌이 발족.(1정 21촌)
  - 도리카이촌(鳥飼村): 현 구루메시
  - 아라키촌(荒木村): 현 구루메시
  - 야스타케촌(安武村): 현 구루메시
  - 다이젠지촌(大善寺村): 현 구루메시
  - 미즈마촌(三潴村): 현 구루메시
  - 이누즈카촌(犬塚村): 현 구루메시
  - 오미조촌(大溝村): 현 오키정
  - 에가미촌(江上村): 현 구루메시
  - 조지마촌(城島村): 현 구루메시
  - 아오키촌(青木村): 현 구루메시
  - 기무로촌(木室村): 현 오카와시
  - 기사키촌(木佐木村): 현 오키정
  - 미쓰마타촌(三又村): 현 오카와시
  - 오카와정(大川町): 현 오카와시
  - 가와구치촌(川口村): 현 오카와시
  - 다구치촌(田口村): 현 오카와시
  - 구마타촌(久間田村): 현 야나가와시
  - 하마타케촌(浜武村): 현 야나가와시
  - 가마치촌(蒲池村): 현 야나가와시
  - 오이촌(大莞村): 현 오키정
  - 니시무타촌(西牟田村): 현 지쿠고시
  - 오노지마촌(大野島村): 현 오카와시
  - 1878년 미이군 소속이 되었던 일부 촌이 도리카이촌 소속으로 미즈마군으로 복귀되었다.
- 1900년 5월 31일 - 조지마촌이 정제 시행으로 조지마정(城島町)이 됨.(2정 20촌)
- 1917년 10월 1일 - 도리카이촌이 구루메시에 편입.(2정 19촌)
- 1937년 1월 1일 - 구마타촌·하마타케촌이 합병하여, 쇼다이촌(昭代村)이 발족.(2정 18촌)
- 1939년 2월 11일 - 다이젠지촌이 정제 시행으로 다이젠지정(大善寺町)이 됨.(3정 17촌)
- 1949년 9월 1일 - 아라키촌이 정제 시행으로 아라키정(荒木町)이 됨.(4정 16촌)
- 1953년 4월 1일 - 니시무타촌이 정제 시행으로 니시무타정(西牟田町)이 됨.(5정 15촌)
- 1954년 4월 1일 - 오카와정·미쓰마타촌·가와구치촌·오노지마촌·다구치촌·기무로촌이 합병하여, 오카와시(大川市)가 발족, 군에서 이탈.(4정 10촌)
- 1955년)
  - 1월 1일(5정 4촌)
    - 오미조촌·기사키촌·오이촌이 합병하여, 오키정(大木町)이 발족.
    - 쇼다이촌·가마치촌이 야나가와시에 편입.
    - 아라키정·야스타케촌이 합병하여, 지쿠호정(筑邦町)이 발족.

  - 2월 1일 - 에가미촌·아오키촌·조지마정이 합병하여, 새로이 조지마정이 발족.(5정 2촌)
  - 3월 10일 - 니시무타정이 지쿠고시에 편입.(4정 2촌)
  - 7월 20일 - 이누즈카촌·미즈마촌이 합병하여, 미즈마정(三潴町)이 발족.(5정)
  - 12월 1일 - 지쿠호정이 야메군 시모히로카와촌의 일부를 편입.
- 1956년 9월 30일 - 다이젠지정이 지쿠호정에 편입.(4정)
- 1957년 11월 1일 - 미즈마정이 지쿠고시 니시무타의 일부를 편입.
- 1967년 2월 1일 - 지쿠호정이 구루메시에 편입.(3정)
- 2005년 2월 5일 - 조지마정·미즈마정이 구루메시에 편입.(1정)